# Eliot Engel

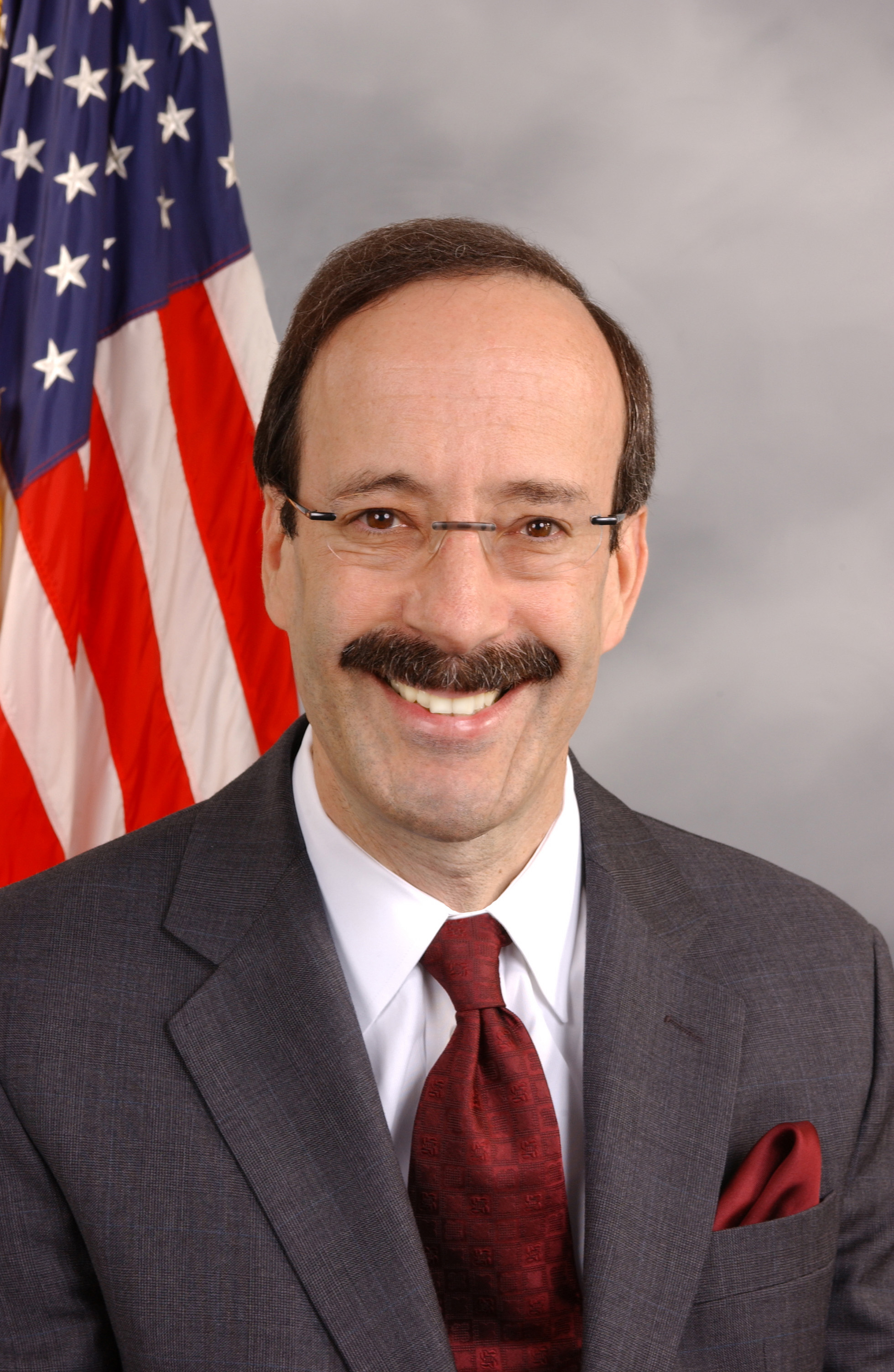
Eliot Engel

Eliot Lance Engel, född 18 februari 1947 i New York, New York, är en amerikansk demokratisk politiker. Han är ledamot av USA:s representanthus sedan 1989.
Engel avlade 1969 grundexamen och 1973 masterexamen vid City University of New York. Han avlade sedan 1987 juristexamen vid New York Law School.
Kongressledamoten Mario Biaggi avgick 1988 på grund av korruptionsanklagelser. Engel vann kongressvalet och efterträdde 1989 Biaggi i representanthuset. Han har omvalts tio gånger.
Tillsammans med hustrun Patricia har han tre barn.